# Notre-Dame-des-Landes

Localització de Notre-Dame-des-Landes

Notre-Dame-des-Landes (en bretó Kernitron-al-Lann) és un municipi francès, situat a la regió de país del Loira, al departament de Loira Atlàntic, que històricament va formar part de la Bretanya. L'any 2006 tenia 1.839 habitants. Limita amb Blain, Héric, Grandchamp-des-Fontaines, Vigneux-de-Bretagne i Fay-de-Bretagne.

## Demografia
| 1962                                       | 1968  | 1975  | 1982  | 1990  | 1999  |
| ------------------------------------------ | ----- | ----- | ----- | ----- | ----- |
| 1.067                                      | 1.127 | 1.112 | 1.274 | 1.527 | 1.649 |
| Des de 1962: població sense dobles comptes |       |       |       |       |       |

## Administració
| Període   | Identitat       | Partit |
| --------- | --------------- | ------ |
| 2001-2008 | Louis Cercleron |        |
| 2008-     | Jean-Paul Naud  |        |